# ブリング・ミー・トゥ・ライフ
ブリング・ミー・トゥ・ライフ (Bring Me to Life) は、エヴァネッセンスの曲である。